# Рестинга-Сека
Рестинга-Сека (порт. Restinga Seca) — муниципалитет в Бразилии, входит в штат Риу-Гранди-ду-Сул. Составная часть мезорегиона Западно-центральная часть штата Риу-Гранди-ду-Сул. Входит в экономико-статистический микрорегион Рестинга-Сека. Население составляет 17 256 человек на 2006 год. Занимает площадь 961,791 км². Плотность населения — 17,9 чел./км².
Праздник города — 25 марта.

## История
Город основан 25 марта 1959 года.

## Статистика
- Валовой внутренний продукт на 2003 составляет 208.535.966,00 реалов (данные: Бразильский институт географии и статистики).
- Валовой внутренний продукт на душу населения на 2003 составляет 12.366,48 реалов (данные: Бразильский институт географии и статистики).
- Индекс развития человеческого потенциала на 2000 составляет 0,765 (данные: Программа развития ООН).